# Mina del Vedat
La Mina del Vedat es troba al Parc de la Serralada Litoral, la qual fou construïda pel propietari d'una gran finca de Teià anomenada El Vedat.

## Descripció
Només es pot veure la boca de la mina (reconstruïda el 1998), però l'indret és bonic i paga la pena acostar-s'hi. La galeria és de paret de totxo i el sostre de volta de canó, també de totxo o maó pla. Un esplèndid roure cerrioide (Quercus x cerrioides) de singular brancatge domina des d'uns metres més amunt aquest racó del torrent de Can Brai. L'ADF de Teià la manté en funcionament actualment per a nodrir la Font de les Perdius, la Font del Vedat i el Refugi de la Ferreria del Vedat. També forneix uns dipòsits per a l'extinció d'incendis.

## Accés
És ubicada a Teià: situats al Mirador d'en Pere, pugem 80 metres per la pista i cerquem a la dreta un corriolet molt poc marcat que baixa cap al torrent d'en Brai. A pocs metres veurem ja el roure i a sota, un xic amagada, la porta de la mina. Coordenades: x=443708 y=4595919 z=372.